# Somewhere to Elsewhere
Somewhere to Elsewhere – czternasty studyjny album amerykańskiej grupy wykonującej rock progresywny, Kansas, wydany 11 lipca 2000 roku.

## Lista utworów
1. "Icarus II" – 7:17
2. "When the World Was Young" – 5:50
3. "Grand Fun Alley" – 4:38
4. "The Coming Dawn (Thanatopsis)" – 5:44
5. "Myriad" – 8:55
6. "Look at the Time" – 5:37
7. "Disappearing Skin Tight Blues" – 7:02
8. "Distant Vision" – 8:48
9. "Byzantium" – 4:15
10. "Not Man Big" – 7:39
11. "Geodesic Dome" – 1:24

## Twórcy
- Phil Ehart - perkusja
- Billy Greer - gitara basowa, śpiew (utwór 6), chórki
- Dave Hope - gitara basowa (utwory 2, 6)
- Kerry Livgren - gitara, instrumenty klawiszowe
- Robby Steinhardt - skrzypce, altówka, śpiew (utwory 3, 7, 8), chórki
- Steve Walsh - śpiew (utwory 1, 2, 4, 5, 8, 9, 10), chórki
- Rich Williams - gitara

## Produkcja
- Producent: Kerry Livgren
- Dźwiękowcy: Brad Aaron, Kerry Livgren
- Miksowanie: Brad Aaron, Kerry Livgren